# نيبيوسكون (ويسكونسن)
نيبيوسكون (بالإنجليزية: Nepeuskun, Wisconsin)‏ هي بلدة تقع بولاية ويسكونسن في الولايات المتحدة. تبلغ مساحتها 93.7 (كم²)، وترتفع عن سطح البحر 253 م، بلغ عدد سكانها 710 نسمة في عام 2010 حسب إحصاء مكتب تعداد الولايات المتحدة وتصل الكثافة السكانية فيها 8.7 نسمة/كم2.

## وصلات خارجية
- www.townofnepeuskun.org
- The US50 - Cities and Towns in Wisconsin State
- Wisconsin Cities and Towns, Facts, Map, Flag, Colleges, Government, and More